# Jan Kochanowski
Jan Kochanowski (cunoscut și ca Jan z Czarnolasu; n. 1530, Sycyna Północna⁠(d), Sandomierz Voivodeship⁠(d), Regatul Poloniei – d. 22 august 1584, Lublin, Polonia-Lituania) a fost un poet polonez, secretarul regal al Regatului Poloniei între 1564 și 1584.
Cel mai important reprezentant al Renașterii din Polonia și cel mai valoros poet până la Adam Mickiewicz, a fost denumit și „tatăl poeziei poloneze”.

## Scrieri
- 1580: Lyricorum libellus
- 1584: Elegiarum libri quatuor
- 1584: Bagatele ("Fraszki")
- 1579: Respingerea solilor greci ("Odprawa posłów greckich")
- 1579: Psałterz Dawidów
- 1580: Treniile ("Treny")
- 1586: Cântece ("Pieśni").